# Joseph Bourdon

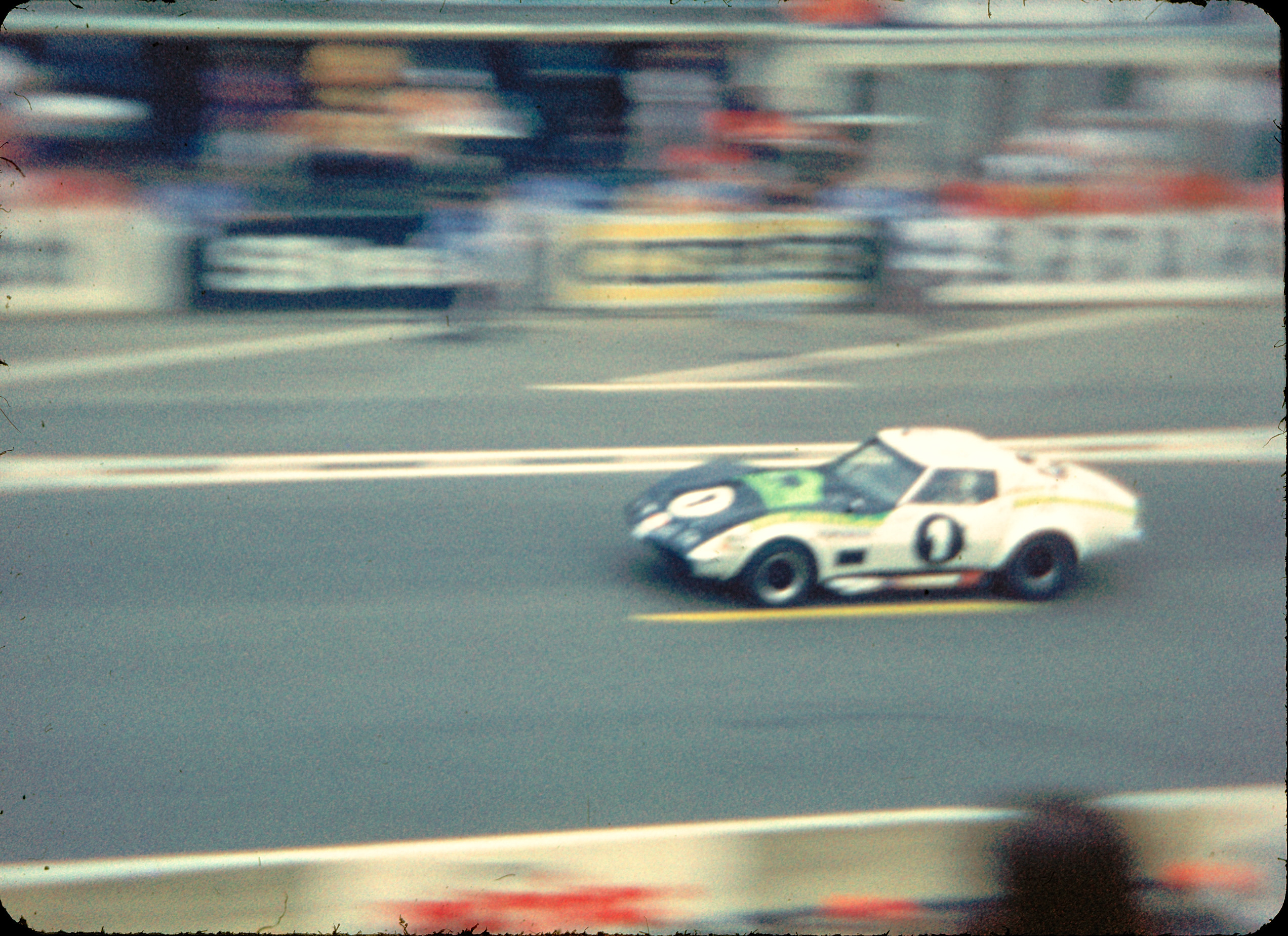
Der von Joseph Bourdon gefahrene Chevrolet Corvette C3 beim 24-Stunden-Rennen von Le Mans 1970

Joseph Eugène Jules Bourdon, in einigen Publikationen auch Jacques Bourdon, (* 16. Februar 1932 in Saint-Hilaire-du-Harcouët; † 26. April 2000 in Saint-Gatien-des-Bois) war ein französischer Rallye- und Rundstreckenrennfahrer. 

## Karriere als Rennfahrer
Joseph Bourdon war vor allem als Rallyefahrer bekannt und erfolgreich. Er fuhr in der französischen Rallye-Meisterschaft und startete auf einem Alpine A110 in der Rallye-Europameisterschaft. Fünfmal siegte er in den 1970er-Jahren bei der Rallye de la Côte Fleurie und zweimal bei der Ronde d’Armor. 1969 wurde er Gesamtzehnter bei der Tour de France für Automobile. 
Auch auf der Rundstrecke war er aktiv. Er bestritt zweimal das 24-Stunden-Rennen von Le Mans, konnte sich bei beiden Einsätzen jedoch nicht klassieren.

## Statistik

### Le-Mans-Ergebnisse
| Jahr | Team           | Fahrzeug              | Teamkollege         | Teamkollege     | Platzierung     | Ausfallgrund |
| ---- | -------------- | --------------------- | ------------------- | --------------- | --------------- | ------------ |
| 1968 | Ecurie Léopard | Alpine A110           | Maurice Nussbaumer  | Michel Pouteaux | nicht klassiert |              |
| 1970 | Écurie Léopard | Chevrolet Corvette C3 | Jean-Claude Aubriet |                 | Ausfall         | Unfall       |

### Einzelergebnisse in der Sportwagen-Weltmeisterschaft
| Saison | Team           | Rennwagen          | 1   | 2   | 3   | 4   | 5   | 6   | 7   | 8   | 9   | 10  |
| ------ | -------------- | ------------------ | --- | --- | --- | --- | --- | --- | --- | --- | --- | --- |
| 1968   | Ecurie Léopard | Alpine A110        | DAY | SEB | BRH | MON | TAR | NÜR | SPA | WAT | ZEL | LEM |
| 1968   | Ecurie Léopard | Alpine A110        |     |     |     |     |     |     | DNF |     |     |     |
| 1970   | Écurie Léopard | Chevrolet Corvette | DAY | SEB | BRH | MON | TAR | SPA | NÜR | LEM | WAT | ZEL |
| 1970   | Écurie Léopard | Chevrolet Corvette |     |     |     |     | DNF |     |     |     |     |     |